# Erwin Imbierski
Erwin Imbierski (ur. 10 maja 1996) – polski zapaśnik w stylu klasycznym.
Dwukrotny medalista mistrzostw Polski w kategorii do 98 kg (Zgierz 2015 – srebrny medal w barwach klubu Agros Żary, Zgierz 2016 – brązowy medal w barwach klubu Śląsk Wrocław). Dwukrotny mistrz Polski juniorów w kategorii do 96 kg (Kartuzy 2015 oraz Kostrzyn 2016). Zdobywca Pucharu Polski juniorów (Wałbrzych 2014).
Reprezentant Polski na mistrzostwach Europy juniorów (Stambuł 2015 – 9. miejsce), na mistrzostwach świata juniorów (Maicon 2016 – 19. miejsce) oraz na młodzieżowych mistrzostwach Europy do lat 23 (Szombathely 2017 – 13. miejsce).